# Cyrtodactylus mamanwa
Cyrtodactylus mamanwa es una especie de gecos de la familia Gekkonidae.

## Distribución geográfica
Es endémica de la isla de Dinagat (Filipinas).